# Gellert-Museum Hainichen

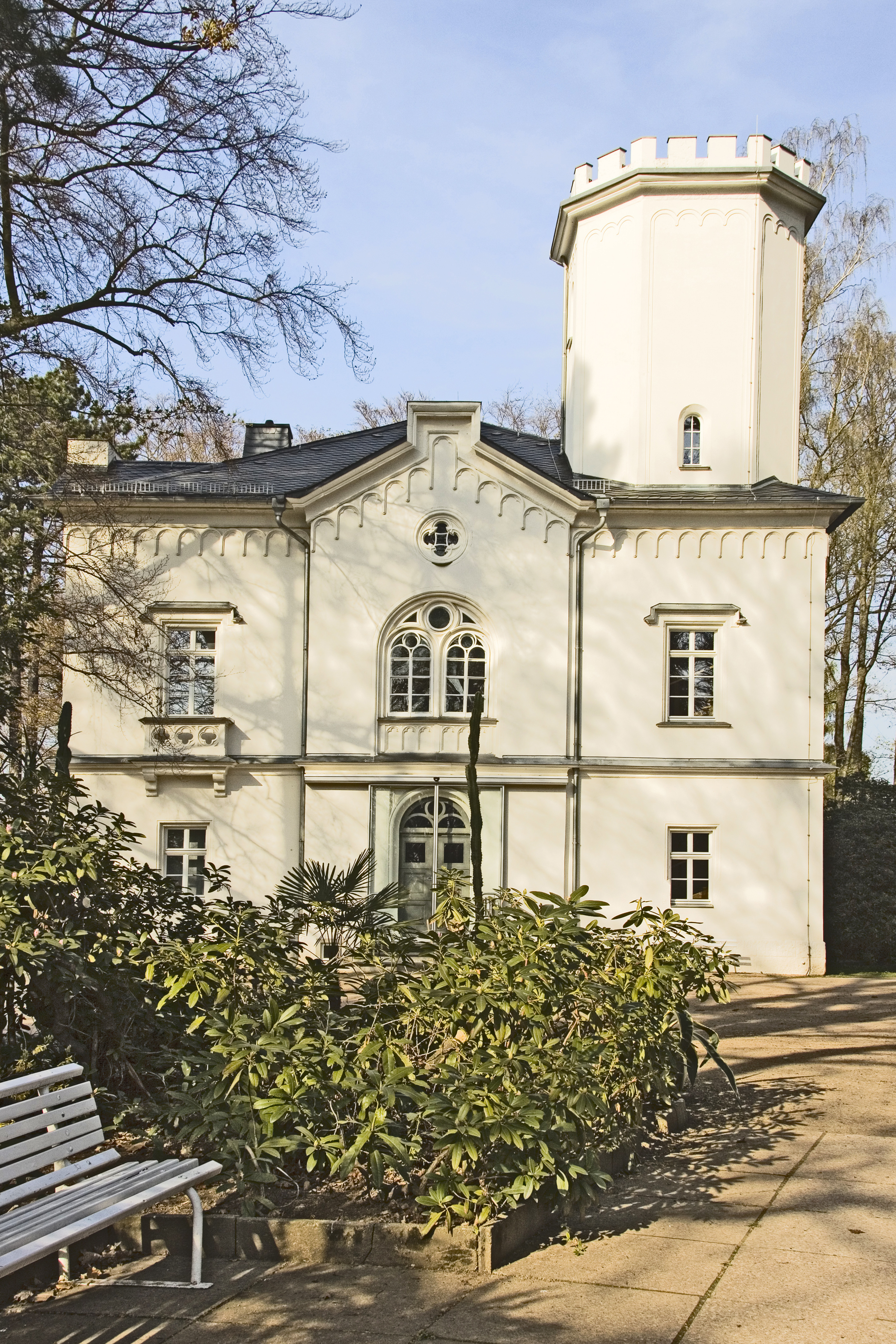
Gellert-Museum im Parkschlösschen (2010)

Das Gellert-Museum Hainichen ist dem in Hainichen geborenen Dichter und Moralphilosophen Christian Fürchtegott Gellert (1715–1769) gewidmet.

## Gebäude
Das Gellert-Museum befindet sich im Parkschlösschen im Stadtpark von Hainichen. Das Parkschlösschen ist eine 1851/1852 durch den Rentier Julius Herrmann Werner (1819–1860) auf einem acht Hektar großen privaten Parkgelände errichtete Villa. 1899 kamen Park und Villa nach mehreren Besitzerwechseln in das Eigentum der Stadt, die die Villa bis 1984 als Wohnhaus nutzte.
Das Parkschlösschen ist ein im klassizistischen Stil errichtetes zweigeschossiges Gebäude mit schiefergedecktem Walmdach. Die Längsseite weist fünf, die Schmalseite drei Fensterachsen auf. Die Mittel- und Seitenrisalite werden von flachen Dreiecksgiebeln gekrönt. Auf der Südecke sitzt ein zinnenbekränzter oktogonaler Turm auf. Von 2001 bis 2004 wurde das Gebäude umfassend saniert. Es steht unter Denkmalschutz.

## Museum
Die Wurzeln des Museums gehen auf das Jahr 1893 zurück, als der Bürgermeister von Hainichen, Georg Bernhard Friedel, aufrief, Andenken an Gellert zu sammeln, die im Rathaus ausgestellt werden sollten. Ab Dezember 1905 standen dafür zwei Räume im Rathaus als neu gegründetes Stadtmuseum zur Verfügung. Eine wesentliche Erweiterung erfolgte 1926 durch den Ankauf einer umfangreichen Gellert-Sammlung mit zahlreichen Erstausgaben, Porträts und Zeitungsartikeln vom Leipziger Landgerichtsdirektor Reinhard Bruno Schmidt. 1935 zog die Einrichtung nun als Heimatmuseum in das Haus Markt 9. Seit den 1960er Jahren setzte sich der Literaturwissenschaftler Karl Wolfgang Becker (1923–1989) für die Gründung eines eigenständigen Gellert-Museums ein, die 1979 von den zuständigen Gremien beschlossen wurde. Aber erst am 20. Juni 1985 erfolgte die Eröffnung im Parkschlösschen.
Die Exposition im Parkschlösschen gliedert sich in die Bereiche Bibliothek, Gellertsammlung und Kunst zur Fabel. Der historische Bestand der Bibliothek umfasst mit etwa 600 Titeln etwa ein Drittel des Gesamtbuchbestandes. Die Gellertsammlung präsentiert Porträts von Gellert und Zeitgenossen, Autografen, Büsten, Denkmaldarstellungen, Medaillen usw. Der Grundstein zum dritten Ausstellungsteil wurde 1984 durch einen Aufruf der Kulturbundeinrichtung „Galerie 926“ an ausgewählte Künstler gelegt, Arbeiten für eine Fabel-Grafik-Sammlung zu gestalten, um in dem neuen Museum Gellerts Bedeutung für die Fabeldichtung zu repräsentieren. Es beteiligten sich 15 Künstler. Inzwischen verfügt das Museum über zumeist grafische Arbeiten von 70 Künstlern, die aber aus konservatorischen Gründen nicht dauerhaft gezeigt werden können. Stattdessen wird seit 2005 in der Dauerausstellung ein Überblick zur Fabelgeschichte gezeigt, ergänzt von jährlich zwei Sonderausstellungen zu verschiedenen Aspekten der Fabel.
Neben der Pflege des Gellert-Erbes finden im Erdgeschoss jährlich drei Sonderausstellungen moderner Kunst statt. Ferner bietet das Museum museumspädagogische Veranstaltungen für verschiedene Altersstufen an.